# Václav Mareček

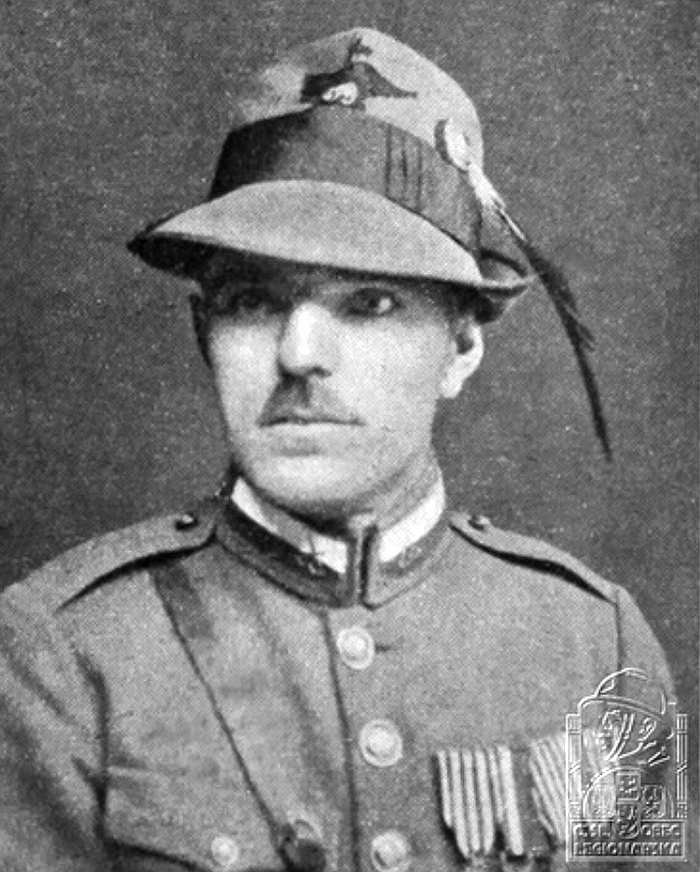
Václav Mareček v československých legiích na italské frontě

Václav Mareček (12. listopadu 1894 Chotětov – 24. října 1942 Koncentrační tábor Mauthausen) byl československý legionář, železničář a odbojář z období druhé světové války popravený nacisty.

## Život

### Mládí a první světová válka
Václav Mareček se narodil 12. listopadu 1894 v okrese Mladá Boleslav v dělnické rodině Václava Marečka a jeho manželky Marie, roz. Skálové. Vychodil obecnou školu a poté pracoval jako kočí. Po vypuknutí první světové války narukoval 21. června 1915 do c. a k. armády, aby pak bojoval na italské frontě, kde také v květnu 1917 padl do zajetí. Do Československých legií vstoupil 18. dubna 1918, během bojů byl raněn, do Československa se vrátil v prosinci 1918 v hodnosti desátníka. Zúčastnil se války s Maďary, ve které byl rovněž raněn. Z armády byl propuštěn 7. ledna 1920, o několik dní později byl povýšen do hodnosti strážmistra.

### Mezi světovými válkami
Po odchodu z armády žil Václav Mareček v Dřísech, odkud pocházela rodina jeho otce. Zde pracoval jako železniční zřízenec. V červnu 1920 se oženil s Marií Poživilovou, v roce 1921 se manželům narodila dcera Marie, v roce 1925 pak dcera Libuše. Po přeložení do Děčína se všichni členové rodiny staly členy tamního Sokola. Po odstoupení pohraničí Německu se Václav Mareček s rodinou přestěhoval do Mělníka, kde opět pracoval na nádraží a stal se místonáčelníkem zdejší sokolské organizace.

### Protinacistický odboj
Do protinacistického odboje vstoupil Václav Mareček v polovině roku 1941 v rámci sokolské organizace a to na žádost Václava Nováka. Mělnická skupina prováděla zpravodajskou činnost, ukrývala zbraně, podporovala ilegální spolupracovníky a později se spolupodílela na potravinovém a materiálním zásobování československých parašutistů v Praze. Po zradě Karla Čurdy došlo k postupnému rozkrývání rozsáhlé skupiny spolupracovníků Operace Anthropoid a vyšetřovatelé gestapa se tak dostali až na Mělnicko. Dne 25. července 1942 byl zatčen i Václav Mareček a uvězněn v pankrácké věznici. O měsíc později byla zatčena jeho manželka Marie a pravděpodobně 13. října téhož roku i dcera Libuše. Všichni byli postupně uvězněni v terezínské Malé pevnosti, stanným soudem odsouzeni k trestu smrti a 24. října 1942 zastřeleni v koncentračním táboře Mauthausen při fingované zdravotní prohlídce společně s mnoha dalšími českými odbojáři a jejich rodinnými příslušníky.

## Posmrtná ocenění
Dcera Václava Marečka Marie provdaná Kuřeová unikla díky své nepřítomnosti zatčení. Pracovala v porodnici a po skončení druhé zažádala pro své rodiče a sestru o udělení Československého válečného kříže 1939. Žádosti bylo vyhověno a všem třem bylo vyznamenání in memoriam uděleno.